# Рудник Маунт-Белчес
Рудник Маунт-Белчес (Mount Belches) – гірничодобувний майданчик на заході Австралії.
Рудник почав роботу в другій половині 2012 року з кар’єру на родовищі Максвеллс. Роботи тут тривали до середини 2014-го та дозволили вилучити 0,95 млн тонн руди та 2,5 тонни золота, при цьому глибина кар’єру досягнула 140 метрів.
Далі протягом 12 місяців відпрацювали відкритим способом родовище Санта, кар’єр на якому діяв до осені 2016-го та видав 0,87 млн тонн руди і 1,6 тонни золота.
В 2016/2017 фінансовому році стартувала розробка підземним способом глибоких горизонтів Максвелл, яка ведеться за допомогою транспортного ухилу. На початку 2019-го додався видобуток з підземного рудника на родовищі Кук-айд-Боб (Cock-eyed Bob), що також використовував транспортний ухил, а в середині 2020-го почалась підземна розробка на Санта. Втім, вже у другій половині 2021-го розробку Санта зупинили, оскільки виникли плани розширення кар’єру на цьому родовищі, а в середині 2022-го зупинили Максвелл та Кук-айд-Боб.
Всього за 2016/2017 – 2022/2023 фінансові роки накопичений видобуток підземним способом склав 2,22 млн тонн руди та 9,4 тонни золота, тоді як залишкові запаси оцінювали у 6,2 млн тонн руди та 11,3 тонни золота (з них 5,5 млн тонн руди та 9,4 тонни золота на Санта).
В 2024-му відновили розробку кар’єру Санта.
Руду віправляють на переробку на фабрику з вилучення золота Рандаллс, що є центральною для групи копалень, яка також включає рудники Алдісс, Дейзі та Мажестік/Імперіал.
Проект розпочала компанія Integra Mining, яка вже у 2013-му була поглинута компанією Silver Lake Resources Limited.